# Tatakoto (Polynésie française)
Tatakoto est une commune de la Polynésie française homonyme à l'atoll de Tatakoto dans l'archipel des Tuamotu.

## Géographie
La commune est composée du seul atoll de Tatakoto.

## Administration
| Période                                  | Période  | Identité      | Étiquette | Qualité |
| ---------------------------------------- | -------- | ------------- | --------- | ------- |
| avant 1981                               | En cours | Ernest Téagai |           |         |
| Les données manquantes sont à compléter. |          |               |           |         |

## Démographie
L'évolution du nombre d'habitants est connue à travers les recensements de la population effectués dans la commune depuis 1971. À partir de 2006, les populations légales des communes sont publiées annuellement par l'Insee, mais la loi relative à la démocratie de proximité du 27 février 2002 a, dans ses articles consacrés au recensement de la population, instauré des recensements de la population tous les cinq ans en Nouvelle-Calédonie, en Polynésie française, à Mayotte et dans les îles Wallis-et-Futuna, ce qui n’était pas le cas auparavant. Pour la commune, le premier recensement exhaustif entrant dans le cadre du nouveau dispositif a été réalisé en 2002, les précédents recensements ont eu lieu en 1996, 1988, 1983, 1977 et 1971.
En 2017, la commune comptait 259 habitants, en diminution de 11,9 % par rapport à 2012
| 1971 | 1977 | 1983 | 1988 | 1996 | 2002 | 2007 | 2012 | 2017 |
| ---- | ---- | ---- | ---- | ---- | ---- | ---- | ---- | ---- |
| 144  | 129  | 184  | 219  | 247  | 253  | 227  | 294  | 259  |

| 2022 | - | - | - | - | - | - | - | - |
| ---- | - | - | - | - | - | - | - | - |
| 180  | - | - | - | - | - | - | - | - |

## Économie
Il y a deux ressources principales pour la population que sont l'exploitation de la cocoteraie pour la production de coprah et, depuis 2011, l'aquaculture des bénitiers que l'on appelle ici le kokona. Tatakoto est avec Fangatau, l'atoll qui a le plus de bénitiers.

## Culture et patrimoine
- Église de l'Immaculée-Conception de Tatakoto. En 1957 a commencé l'édification de l'église de l'Immaculée-Conception rattachée à l'archidiocèse de Papeete.